# Филармония джазовой музыки
Филармония джазовой музыки (Санкт-Петербург) — единственная в России филармония, деятельность которой сосредоточена целиком на джазовой музыке. Является одной из виднейших джазовых площадок страны. В залах филармонии выступали выдающиеся джазовые музыканты всего мира. Филармония основана Давидом Голощёкиным.

## История
Филармония была открыта 1 января 1989 года. За время существования в залах филармонии выступали такие всемирно известные джазмены, как Дэвид Бейкер, Риччи Коул, Эдди Гомес, Херб Геллер, Бенни Голсон, Монти Александр и многие другие.
Кроме этого, в филармонии на протяжении уже многих лет раз в неделю собирается джаз-клуб «Квадрат», вырастивший немало известных музыкантов, исполняющих джаз в Санкт-Петербурге, других городах России и за рубежом: Александр Машин, Владимир Кольцов-Крутов, Руслан Хаин, Николай Сизов, Иван Васильев, Дмитрий Баевский и др.

## Расположение и концертные залы
Филармония джазовой музыки находится в Центральном районе Санкт-Петербурга, на Загородном проспекте, дом 27. Состоит из двух залов: большого зала (на 200 мест с балконом и танцевальной площадкой) и малого («Эллингтоновского») зала (на 40 мест) и небольшого холла-музея, где экспонируются различные предметы, отражающие историю развития джаза в СССР и России.

## Здание
Филармония занимает здание бывшего доходного дома Ивана Емельяновича Кузнецова — представителя семьи фабрикантов Кузнецовых, крупнейших поставщиков фарфора, фаянса, майолики и прочих керамических изделий в России и на мировом рынке во второй половине XIX века. Большое здание, включившее в свой объём дом более ранней постройки, было построено в 1915—1916 годах в формах неоклассицизма по проекту архитекторов Б. М. Великовского, А. В. Розенберга и Д. П. Бурышкина. Дом является памятником архитектуры и включен в Единый государственный реестр объектов культурного наследия (памятников истории и культуры) народов Российской Федерации в качестве объекта культурного наследия регионального значения.